# Hohensteinsforst
Der Hohensteinsforst ist ein Waldgebiet und der Name eines Naturschutzgebietes in diesem Waldgebiet  bei Midlum in der niedersächsischen Gemeinde Wurster Nordseeküste im Landkreis Cuxhaven.

## Naturschutzgebiet

### Allgemeines
Das Naturschutzgebiet mit dem Kennzeichen NSG LÜ 119 ist 49 Hektar groß. Es steht seit dem 2. August 1985 unter Naturschutz. Zuständige untere Naturschutzbehörde ist der Landkreis Cuxhaven.

### Beschreibung
Das längliche Schutzgebiet innerhalb des Waldgebietes liegt östlich der A 27 südlich der Anschlussstelle „Nordholz“. Es stellt einen überwiegend naturnahen Wald auf der Hohen Lieth unter Schutz.
Im Hohensteinsforst befinden sich mehrere Hügelgräber, die teilweise innerhalb des Naturschutzgebietes liegen, darunter die Hohensteine.